# Доксим Михайлов
Доксим Михайлов (на сръбски: Доксим Михаиловић – Дебарац или Doksim Mihailović - Debarac) е сърбомански революционер, войвода на чета на Сръбската въоръжена пропаганда в Македония в началото на XX век.

## Биография
Роден е в 1883 година в голямата мияшка паланка Галичник, тогава в Османската империя. Завършва Семинарията в Призрен, след което учителства в Галичник до края на 1904 година. След това става четник на сръбската въоръжена пропаганда в Македония. Участва в битката край село Челопек на 16 април 1905 година. След това заминава в Света гора, където управлява манастирски имот на Хилендар. Завръща се в Македония и се жени. Става управител на сръбско училище в Гевгели, а след това се занимава с търговия в Гърция, Италия, Малта и Египет.
През Балканската война създава чета и се присъединява към Войн Попович. Участва в сражение с турската армия при Козяк. Загива на втория ден от битката при Куманово. Погребан е край село Младо Нагоричане.